# حقل رنتيس للبترول
حقل رنتيس للبترول، حقل نفطي يقع بالقرب من بلدة رنتيس بالضفة الغربية بمحافظة رام الله والبيرة، وإلى الشمال الغربي من مدينة رام الله، ويمتد حقل النفط والغاز في أراضي قرية رنتيس سواء الواقعة داخل حدود الضفّة الغربيّة أو ما صودر منها عام 1948. ليصبح داخل الخط الأخضر.

## التاريخ
- وقّعت الحكومة الفلسطينية مع صندوق الإستثمار الفلسطيني اتفاقية للتنقيب وإستخراج النفط من حقل رنتيس غرب مدينة رام الله.[4]

رام الله، وذلك في أول محاولة لإستغلال حقول الغاز والبترول في فلسطين.
- عرضت الحكومة الفلسطينية عطاءات لإستغلال الحقل، إلا أن أيا من الشركات الدولية المتخصصة في مجال إستغلال النفط لم تتقدم للمنافسة على الصفقة.[5]

- تقدم صندوق الإستثمار الفلسطيني وشكل إئتلاف من شركات القطاع الخاص لإستغلال الحقل بحصة تصل إلى 70% للحكومة والباقي للإئتلاف.[6]

## استخراج النفط من حقل رنتيس
- منذ عام 2011 تستخرج إسرائيل النفط من حقل رنتيس بمعدل أكثر من ثمانية آلاف برميل يومياً من خمس آبار تم حفرها في الجزء الواقع داخل الخط الأخضر.[7]

- اتهم رئيس المجلس الاقتصادي الفلسطيني للتنمية والإعمار (بكدار) محمد اشتيه في حينه إسرائيل بسرقة الموارد والثروات الفلسطينية من خلال استخراج النفط من حقل رنتيس.[8]

- عبر مدير قسم الجيولوجيا في جامعة بيرزيت الفلسطينية عبد الله حرز الله إن المخزونات في هذا الحقل تقدر بنحو 2.5 مليار برميل نفط، بالإضافة إلى نحو ستمئة مليون متر مكعب من الغاز الطبيعي.[9]